# Czwarty rząd Ottona von Bismarcka
Czwarty rząd Ottona von Bismarcka – 20 czerwca 1881 – 20 marca 1890
| Funkcja                                                         | Imię i nazwisko | Partia      |
| --------------------------------------------------------------- | --- | ----------- |
| Reichskanzler – Kanclerz Rzeszy                                 | Otto von Bismarck | bezpartyjny |
| Stellvertreter des Reichskanzlers – Wicekanclerz Rzeszy         | Karl Heinrich von Boetticher | bezpartyjny |
| Minister spraw zagranicznych                                    | Clemens Busch (do 1881) Paul von Hatzfeldt (do 1885) Herbert von Bismarck (do 1886)                                                  | bezpartyjny |
| Minister spraw wewnętrznych                                     | Karl Heinrich von Boetticher | bezpartyjny |
| Minister sprawiedliwości                                        | Hermann von Schelling (do 31 stycznia 1889) Otto von Oehlschläger (od 19 lutego 1889)                                                | bezpartyjny |
| Minister marynarki wojennej                                     | Albrecht von Stosch (do 20 marca 1882) Leo von Caprivi (do 5 lipca 1888) Karl Eduard Heusner                                         | bezpartyjny |
| Minister gospodarki i technologii                               | wakat |             |
| Minister rolnictwa, polityki żywnościowej i ochrony konsumentów | wakat | –           |
| Minister pracy i polityki społecznej                            | wakat |             |
| Minister transportu i budownictwa                               | wakat |             |
| Minister poczty i telekomunikacji                               | Heinrich von Stephan | bezpartyjny |
| Minister skarbu Państwa                                         | Adolf von Scholz (do lipca 1882) Emil von Burchard (do listopada 1886) Karl Rudolf Jacobi (do 14 września 1888) Helmuth von Maltzahn | bezpartyjny |
| Minister kolonii                                                | wakat | bezpartyjny |